# Uśnik
Uśnik (Uśnik Włościański) – wieś w Polsce położona w województwie podlaskim, w powiecie łomżyńskim, w gminie Śniadowo.
| SIMC    | Nazwa       | Rodzaj    |
| ------- | ----------- | --------- |
| 0408698 | Podwierzbie | część wsi |
| 0408706 | Przeddoń    | część wsi |

## Historia
W latach 1921 – 1939 wieś leżała w województwie białostockim, w powiecie łomżyńskim, w gminie Szczepankowo.
Według Powszechnego Spisu Ludności z 1921 roku wieś zamieszkiwały 343 osoby, 322 było wyznania rzymskokatolickiego, 21 mojżeszowego. Jednocześnie wszyscy mieszkańcy zadeklarowali polską przynależność narodową. Było tu 57 budynków mieszkalnych. Miejscowość należała do parafii rzymskokatolickiej w Szczepankowie. Podlegała pod Sąd Grodzki i Okręgowy w Łomży; właściwy urząd pocztowy mieścił się w Łomży.
W wyniku napaści ZSRR na Polskę we wrześniu 1939 miejscowość znalazła się pod okupacją sowiecką. Od czerwca 1941 roku pod okupacją niemiecką. Od 22 lipca 1941 do 1945 włączona w skład Landkreis Lomscha, Bezirk Bialystok III Rzeszy.
W latach 1975–1998 miejscowość administracyjnie należała do województwa łomżyńskiego.